# Гујина трава
Гујина трава или Госпин трн (лат. Silybum marianum) је крупна, снажна импозантна двогодишња зељаста биљка, висока до 150 цм, која личи на шарен бујан чкаљ. Листови су тиграсто прошарани белим пругама. Цветови и листови су бодљикави. Цвасти су крупне и црвене.

## Станиште
Цвета целог лета, у другој години. Расте крај путева и насеља у јужним крајевима и у Приморју. Распрострањена је на подручју око Медитерана, у јужној Европи, на Блиском истоку и у северној Африци. Станишта су јој умерено кисела, растресита тла богата азотом. Код нас је можемо наћи само на подручју уздуж Јадрана. Није честа врста и води се у Црвеној књизи васкуларне флоре Хрватске као готово угрожена врста.

## Лековити део биљке
Употребљава се зрео плод, ређе лист (Silybi fructus et folium). Главни лековити састојци су тирамин и хистамин. У плоду има 0,18% етарског уља, мало танина, фловоноида, масног уља, беланчевине, разних шећера и других угљених хидрата и смоле. Захваљујући присуству тирамина, плод бедеља повећава крвни притисак. Даје се против астме, сенске грознице, главобоље и копривњаче. Употребљава се и као горко средство за јачање, особито после тешких операција и болести.

## Употреба
У фитотерапији се користи семе. Због силимарина којег садржи погодно је код разних тровања, у литератури се наводи да може излечити и особу отровану зеленом пупавком. У старим записима Диоскорид каже да се сикавица користила код угриза змије. Но у модерно доба најзначајнија је употреба семена у болестима и оштећењима јетре. Акутне и хроничне болести, код алкохолизма и других тровања, за смањивање нивоа лошег холестерола те као регенерацију јетре након оштећења изазваних радијацијама код третмана рака. Фармацеутска индустрија је и овде препознала прилику добре зараде те се на тржишту могу наћи бројни препарати на бази силимарина. Корисна је и код дојиља јер потиче излучивање млека. Јестиви су практично сви делови биљке.

## Лековито деловање
Силимарин делује против бројних отрова јетре (као антагонист). Мења спољну грађу јетрених (хепатоцита), тако да у њу више не продиру отрови. Активира ензиме који у јетри разграђује стране материје, подстиче обнову ћелија након оштећења, делимично утиче и на модулацију имунитета. Повољно утиче на оштећење јетре нпр. масне јетре, цирозе јетре. У народу се употребљава за ублажавање напада жучи, против шећерне болести, затвора, за лечење хемороида и др. Припремају се чајеви против ниског притиска, за јачање, бољи апетит, против морске болести, сметње у жучи (камен, болови) и против шећерне болести.